# 해남 화원면 청자 요지
해남화원면청자요지(海南花源面靑瓷窯址)는 대한민국 전라남도 해남군 화원면 일원에 있는 고려시대의 청자 요지이다. 2004년 2월 13일 전라남도의 기념물 제220호로 지정되었다.

## 같이 보기
- 청자

## 참고 자료
- 해남화원면청자요지 - 국가유산청 국가유산포털